# Doris Payne
Doris Payne (Slab Fork, 10 ottobre 1930) è una truffatrice statunitense.
Il suo modus operandi era quello di entrare in gioiellerie nelle vesti di una brava donna, allo scopo di rubare dei diamanti da poter poi rivendere. Per anni è stato annunciato (e mai realizzato) un film hollywoodiano ispirato alla sua storia: Who is Doris Payne? in cui il suo ruolo avrebbe dovuto essere interpretato da Halle Berry. Nel 2013 è stato invece realizzato il documentario "La vera vita di Doris Payne" ("The Life and Crimes of Doris Payne").

## Storia
Ha truffato le più famose gioiellerie al mondo per 50 anni, a Montecarlo, Tokyo, Las Vegas, Parigi, Texas, Colorado, New York, Milano, Roma,e Zurigo e forse anche in altre città, ma i furti più rischiosi della sua vita sono stati in Texas ed in Colorado. In Texas, dopo essere stata arrestata, riuscì ad evadere mentre aspettava che il furgone la portasse dal tribunale in carcere. Riuscì a fuggire lasciando credere alle guardie che fosse parente di un detenuto. Se ne andò camminando, senza nemmeno accelerare il passo, riuscendo a "fuggire" senza che qualcuno se ne accorgesse. Nel 2011, all'età di 80 anni, la truffa non le è riuscita, o meglio, la tecnologia l'ha fatta arrestare: dopo avere, come sempre, selezionato la gioielleria da derubare, in questo caso a San Diego, negli Stati Uniti, una telecamera l'ha incastrata fornendo le prove del furto di un gioiello con un diamante del valore di settemila euro.
Nel 2013, all'età di 83 anni, è stata arrestata per aver rubato un anello tempestato di diamanti, del valore di 22.500 dollari, a Palm Desert, California.Payne si è dichiarata colpevole. Nel 2014 è stata condannata a due anni di carcere più due di libertà vigilata, con divieto di avvicinarsi alle gioiellerie. Tre mesi dopo è stata però scarcerata per sovraffollamento delle carceri. Si ritiene, anche se non è ancora stato provato, che nel mese di luglio 2015 abbia rubato un anello del valore di 33.000 dollari.